# Ozera, Kobeleakî
Ozera (în ucraineană Озера) este localitatea de reședință a comunei Ozera din raionul Kobeleakî, regiunea Poltava, Ucraina.

## Demografie
Componența lingvistică a localității Ozera
     Ucraineană (95,63%)
     Rusă (3,75%)
     Alte limbi (0,39%)
Conform recensământului din 2001, majoritatea populației localității Ozera era vorbitoare de ucraineană (95,63%), existând în minoritate și vorbitori de rusă (3,75%).